# Leptotrichia goodfellowii
Leptotrichia goodfellowii es una bacteria gramnegativa, no formadora de esporas y no móvil del género Leptotrichia, qué se aisló de la sangre humana de un paciente con endocarditis y válvula aórtica protésica .